# Plocopsylla silewi
Plocopsylla silewi är en loppart som beskrevs av Beaucournu et Kelt 1990. Plocopsylla silewi ingår i släktet Plocopsylla och familjen Stephanocircidae. Inga underarter finns listade i Catalogue of Life.